# Francisco Umaña
Francisco Umaña Bernal (1901-1982) fue un periodista, político y diplomático colombiano, miembro del Partido Liberal Colombiano.
Como periodista Umaña trabajó con El Espectador y La República, y colaboró a inicios de los años 50 con la revista de variedades Los Nuevos, junto al expresidente Alberto Lleras Camargo, director de la publicación, Felipe Lleras, Jorge Zalamea, León de Greiff, entre otros. También colaboró con Julio Caro en la revista del Banco de la República de Colombia, en los años 40.
Como político fue miembro del directorio de su partido, fue nombrado alcalde de Bogotá temporalmente en 1931, y canciller de Colombia en 1946, durante el primer año de presidencia de Mariano Ospina Pérez. También representó a Colombia ante la ONU en los años 60, como miembro de la delegación que encabezó Julio César Turbay y reemplazó temporalmente a Lleras cuando éste fue primer presidente de la OEA, en 1945. 